# The Gift of Christmas
The Gift of Christmas é um álbum de estúdio natalino do grupo vocal feminino americano En Vogue, lançado em 8 de outubro de 2002, pela Discretion Enterprises. É o primeiro álbum de natal do grupo, com novas músicas natalinas, também com covers de músicas clássicas de natal. O álbum foi produzido e organizado por colaboradores de longa data do grupo, como Thomas McElroy e Denzil Foster e co-produzido por Timothy Eaton. The Gift of Christmas apresenta os vocais da nova integrante do grupo Amanda Cole, esse que seria o seu único álbum dentro do grupo.

## Conteúdo
O álbum inclui duas versões bônus, uma versão rock e uma instrumental, da música "Jingle Bells". Há também uma versão de bônus de What Child Is This?, versão de oração e versão vocal. A música "This Christmas" é uma música original do En Vogue, para não ser confundida e inteiramente não relacionada com a canção de férias "This Christmas" do Donny Hathaway.

## Faixas
| N.º            | Título                                   | Compositor(es)                                   | Produtor(es)                   | Duração |  |
| 1.             | "Oh Christmas Tree Greeting"             | Traditional                                      | Denzil Foster e Thomas McElroy | 0:46    |  |
| 2.             | "I Saw Mommy Kissing Santa Claus"        | Traditional                                      | Foster & McElroy               | 2:22    |  |
| 3.             | "Have Yourself a Merry Little Christmas" | Traditional                                      | Foster & McElroy               | 3:07    |  |
| 4.             | "Jingle Bells" (Euro Mix)                | Traditional                                      | Foster & McElroy               | 2:52    |  |
| 5.             | "Snowy Nights"                           | Denzil Foster Thomas McElroy En Vogue Tony Woods | Foster & McElroy               | 3:16    |  |
| 6.             | "My Christmas"                           | Denzil Foster Thomas McElroy En Vogue            | Foster & McElroy               | 3:37    |  |
| 7.             | "Merry Christmas Baby"                   | Traditional                                      | Foster & McElroy               | 4:14    |  |
| 8.             | "This Christmas"                         | Denzil Foster Thomas McElroy En Vogue            | Foster & McElroy               | 3:37    |  |
| 9.             | "That's What Christmas Means to Me"      | Traditional                                      | Foster & McElroy               | 2:32    |  |
| 10.            | "With My Honey"                          | Denzil Foster Thomas McElroy En Vogue            | Foster & McElroy               | 3:46    |  |
| 11.            | "Oh Holy Night"                          | Traditional                                      | Foster & McElroy               | 3:12    |  |
| 12.            | "What Child Is This?" (Prayer)           | Traditional                                      | Foster & McElroy               | 1:37    |  |
| 13.            | "What Child Is This?" (Vocal)            |                                                  | Foster & McElroy               | 2:14    |  |
| 14.            | "Jingle Bells" (Versão rock)             |                                                  | Foster & McElroy               | 3:00    |  |
| 15.            | "Jingle Bells" (Versão instrumental)     |                                                  | Foster & McElroy               | 2:52    |  |
| Duração total: | Duração total:                           | Duração total:                                   | Duração total:                 | 41:24   |  |